# Grzegorz Aleksandrowicz
Grzegorz Aleksandrowicz (Nagórzanka, 1914. szeptember 19. – Varsó, 1985. február 6.) lengyel nemzetközi labdarúgó-játékvezető.

## Pályafutása

### Polgári élet
Varsóban szerzett újságírói diplomát, helyi újságokban friss híreket írt. 1938–1939 között Start hetilapnál dolgozott. A második világháborút követően azonnal bekapcsolódott a labdarúgó-szövetség munkájába, 1945–1946 között a Stadium Echó sporthetilap szerkesztője. 1953–1975 között a Lengyel Labdarúgó-szövetség titkára, menedzsere, a Sports Inspection újságírója. 1956-tól 1970-ig a labdarúgó-szövetség havilapjának szerkesztő-vezetője volt. 
1958. februártól 1961. februárig a Lengyel Labdarúgó-szövetséget irányító igazgatóság tagja.

### Nemzeti játékvezetés
A játékvezetésből 1936-ban vizsgázott, 1948-ban lett az I. Liga játékvezetője. Az aktív nemzeti játékvezetéstől 1959-ben vonult vissza.

### Nemzetközi játékvezetés
A Lengyel labdarúgó-szövetség Játékvezető Bizottsága (JB) terjesztette fel nemzetközi játékvezetőnek, a Nemzetközi Labdarúgó-szövetség (FIFA) 1952-től tartotta nyilván bírói keretében. Több nemzetek közötti válogatott és klubmérkőzést vezetett, vagy működő társának partbíróként segített. A lengyel nemzetközi játékvezetők rangsorában, a világbajnokság-Európa-bajnokság sorrendjében többedmagával a 20. helyet foglalja el 1 találkozó szolgálatával. Az aktív nemzetközi játékvezetéstől 1959-ben búcsúzott. Válogatott mérkőzéseinek száma: 3.

#### Világbajnokság
A világbajnoki döntőhöz vezető úton Svájcba az V., az 1954-es labdarúgó-világbajnokságra  a FIFA JB bíróként alkalmazta. Első lengyelként vezethetett világbajnoki selejtező mérkőzést.

##### 1954-es labdarúgó-világbajnokság

###### Selejtező mérkőzés
| Időpont             | Helyszín                       | Mérkőzés típusa           | Mérkőzés               | Eredmény | Nézők száma |
| ------------------- | ------------------------------ | ------------------------- | ---------------------- | -------- | ----------- |
| 1953. szeptember 6. | Vaszil Levszki Stadion, Szófia | előselejtező (8. csoport) | Bulgária–Csehszlovákia | 1 : 2    | 40 000      |

#### Olimpia
Az 1960. évi nyári olimpiai játékok labdarúgó tornájának mérkőzésein a FIFA JB bíróként alkalmazta.
| Időpont             | Helyszín                        | Mérkőzés típusa | Mérkőzés            | Eredmény | Nézők száma |
| ------------------- | ------------------------------- | --------------- | ------------------- | -------- | ----------- |
| 1959. augusztus 23. | Augusztus 23. Stadion, Bukarest | előselejtező    | Románia–Szovjetunió | 0 : 0    | 80 000      |

## Írásai
- A nagy finálé. A lengyel futballisták útja az olimpiai aranyéremig. - 1974; (társszerző),
- Labdarúgó játékszabályok – 1976; (társszerző),
- A labda és síp – 1984,

## Szakmai sikerek
- Ezüst Érdemkereszt (1946),
- Arany Érdemkereszt (1961),
- Lovagi Érdemrend - Polonia Restituta (1971),
- 1976-ban a Lengyel Labdarúgó-szövetség (PZPN) tiszteletbeli tagja,
- 1978-ban megkapta az UNESCO Pierre de Coubertin fair play díját, a labdarúgás népszerűsítés érdekében végzett (játékvezető, sportvezető, újságírás) kiemelkedő munkásságáért.

## Magyar vonatkozás
| Időpont           | Helyszín             | Mérkőzés típusa          | Mérkőzés                   | Eredmény | Nézők száma |
| ----------------- | -------------------- | ------------------------ | -------------------------- | -------- | ----------- |
| 1954. október 24. | Népstadion, Budapest | 310. válogatott mérkőzés | Magyarország–Csehszlovákia | 4 : 1    | 93 000      |